# Eesti meistrid 1925
Il campionato estone di calcio 1925 fu la 5ª edizione del torneo; vide la vittoria finale dello Sport Tallinn che conquistò il suo quarto trofeo.

## Qualificazioni
Le squadre erano eliminate dalla competizione dopo due sconfitte.
- Võitleja Narva	5-1	Tervis Pärnu (ritirato)
- Sport Tallinn	1-1 (dts) Kalju Kilingi-Nomme
- Kalevipoeg Tallinn	1-0 (dts) Võitleja Narva
- Sport Tallinn	1-1 (dts) Kalev Tallinn
- Võitleja Narva	3-3 (dts) Kalevipoeg Tallinn
- Sport Tallinn	1-0	Kalev Tallinn
- Kalev Tallinn	2-1	Kalevipoeg Tallinn
- Sport Tallinn	0-0	Kalevipoeg Tallinn
- Sport Tallinn	5-1	Kalevipoeg Tallinn
- Sport Tallinn	2-1	Kalju Kilingi-Nomme
- Võitleja Narva 3-1 (dts) Kalju Kilingi-Nomme
- Kalev Tallinn	3-0	Võitleja Narva

Le squadre eliminate in questa fase furono: Kalju Kilingi-Nomme, Kalevipoeg Tallinn e Võitleja Narva.

## Finale
- Sport (Tallinn)	5-0	Kalev Tallinn